# 이서 (배우)
이서(본명: 이윤선, 1998년 2월 8일~)은 대한민국의 여자 영화배우이고 여자 뮤지컬배우이자 여자 연극배우이다. 동국대학교 예술대학 연극학부 재학 중이다.

## 학력
- 동국대학교 예술대학 연극학부 (재학)

## 출연작

### 드라마
- 2024년 Disney+ 《지배종》 - 홍새잎 역
- 2022년 tvN 《배드 앤 크레이지》 - 기소연 역
- 2022년 MBC 《옷소매 붉은  끝동》 - 화빈 윤씨 역
- 2021년 tvN 《더 로드: 1의 비극》 - 최세라 역
- 2020년 OCN 《경이로운 소문》 - 정은 역
- 2019년 KBS2 《렉카》 - 피해자 역
- 2019년 OCN 《왓쳐》 - 장지윤 역

## 뮤지컬
- 2021년 드림아트센터 4관 대극장 《마리 퀴리》- 알리샤 바웬사 역

## 연극
- 2020년 홍익대학교대학로 아트센터 대극장 《마리 퀴리》- 알리샤 바웬사 역